# Рыловка (приток Шачи)
Рыловка — река в России, протекает в Чухломском районе Костромской области. 
Река Рыловка берёт начало неподалёку от деревни Воскресенье-Глазуново. Течёт на запад через еловые и берёзовые леса. Устье реки находится в 23 км по левому берегу реки Шача (верхний приток Ноли). Длина реки составляет 10 км. 

## Данные водного реестра
По данным государственного водного реестра России относится к Верхневолжскому бассейновому округу, водохозяйственный участок реки — Кострома от истока до водомерного поста у деревни Исады, речной подбассейн реки — Волга ниже Рыбинского водохранилища до впадения Оки. Речной бассейн реки — (Верхняя) Волга до Куйбышевского водохранилища (без бассейна Оки).
По данным геоинформационной системы водохозяйственного районирования территории РФ, подготовленной Федеральным агентством водных ресурсов:
- Код водного объекта в государственном водном реестре — 08010300112110000012243
- Код по гидрологической изученности (ГИ) — 110001224
- Код бассейна — 08.01.03.001
- Номер тома по ГИ — 10
- Выпуск по ГИ — 0